# Louise Sybille von Reventlow
Louise Sybille von Reventlow (* 30. Juni 1783 in Kopenhagen; † 1. Mai 1848 in Pederstrup auf Lolland) war eine dänische Malerin.

## Leben
Louise Sybille von Reventlow war eine Tochter von Christian Detlev von Reventlow und dessen Ehefrau Sophie Friederike Louise Charlotte von Beulwitz (1747–1822); ihre Tante war Luise zu Stolberg-Stolberg, verheiratet mit Christian zu Stolberg-Stolberg; sie hatte elf Geschwister.
Zu ihrer malerischen Ausbildung liegen keine Erkenntnisse vor, allerdings dilettierte ihr Vater als Maler.
Sie selbst bevorzugte das Landschaftsfach und brachte hierin beachtliche Leistungen hervor.
Louise Sybille von Reventlow wurde später Stiftsdame im Kloster Preetz.

## Werke (Auswahl)
- Brandt’s Pederstrup og „det gule Hus“, eine lavierte Tuschezeichnung um 1800 bis 1813, im Reventlow-Museet in Horslunde/Dänemark;
- Pederstrup og „det gule Hus“, eine Sepiazeichnung (nach 1820), im Reventlow-Museet in Horslunde/Dänemark;
- Skovlandskap, eine Sepiazeichnung, im Reventlow-Museet in Horslunde/Dänemark.